# Tiếng Albania Gheg
Tiếng Albania Gheg (cũng viết là Albania Geg; tiếng Albania Gheg: gegarnt, tiếng Albania: gegë hoặc gegërisht) là một trong hai phương ngữ chính của tiếng Albania. Cái còn lại là Albania Tosk (tiếng Albania chuẩn dựa trên phương ngữ này). Ranh giới tự nhiên giữa hai phương ngữ là sông Shkumbin, chảy qua miền trung Albania. Tiếng Gheg được nói ở Bắc Albania, Kosovo, Tây Bắc Cộng hòa Bắc Macedonia, đông nam Montenegro và miền nam Serbia, bởi nhóm dân tộc được gọi là người Gheg.
Tiếng Gheg không phải là ngôn ngữ viết chính thức ở bất kỳ quốc gia nào. Các ấn phẩm ở Kosovo và Macedonia viết bằng tiếng Albania chuẩn dựa trên tiếng Tosk. Tuy nhiên, một số tác giả vẫn tiếp tục viết bằng tiếng Gheg.

## Lịch sử
Ví dụ đầu tiên của tiếng Gheg được tìm thấy trong Kanun của Leke Dukagjini (Kanuni i Lekë Dukagjinit). Theo nhiều học giả, tiếng Gheg bắt nguồn từ thổ ngữ Illyria ở Dalmatia, được mang theo bởi người dân Dalmatia di cư đến miền bắc Albania (có lẽ trong cuộc xâm lược của người Slav ở Balkan). Theo một số giả thuyết, nó bắt nguồn từ một chủng tộc Illyria-Thracia đến từ một khu vực nội địa của Balkan nằm giữa thành phố Niš và Skopje được biết đến trong quá khứ với tên Dardania.
Trước Thế chiến thứ II, không có nỗ lực chính thức nào trong việc hợp pháp hóa một ngôn ngữ văn học Albania thống nhất; cả tiếng Gheg văn học và tiếng Tosk văn học đều được sử dụng. Chế độ Cộng sản áp đặt một ngôn ngữ tiêu chuẩn thống nhất dựa trên tiếng Tosk với cơ sở là giọng Korçë, trên toàn bộ Albania. Một dạng chuẩn tương tự đã được người Albania ở Nam Tư chấp nhận (trước đó, họ dùng một dạng tiếng Gheg tiêu chuẩn ("tiếng Kosovo")), trong một quá trình bắt đầu vào năm 1968, với đỉnh cao vào năm 1972 khi cuốn từ điển và sổ tay phép chính tả tiếng Albania thống nhất được thông qua vào năm 1972. Điều này đã hứng chịu chỉ trích, đáng chú ý là từ Arshi Pipa, người tuyên bố rằng quyết định này đã tước đi sự giàu có của tiếng Albania từ giá trị của tiếng Gheg, và ông gọi tiếng Albania văn học là "quái thai" do lãnh đạo Cộng sản Tosk tạo ra sau khi chinh phục miền bắc Albania chống cộng và áp đặt phương ngữ Albania Tosk của mình lên người Gheg.
Mặc dù các nhà văn người Albania ở Nam Tư cũ hầu như đều là người Gheg, họ đã phải chọn viết bằng tiếng Tosk vì lý do chính trị. Sự thay đổi ngôn ngữ văn học có những hậu quả chính trị và văn hóa quan trọng bởi vì tiếng Albania là tiêu chí chính cho sự tự nhận dạng của người Albania.

## Phương ngữ và phân bố
Phương ngữ Gheg được chia thành bốn phương ngữ con: Gheg Trung, Gheg Nam, Gheg Tây Bắc (hoặc Gheg Tây) và Gheg Đông Bắc (hoặc Gheg Đông).
Theo ấn bản Ethnologue năm 2009, tiếng Albania Gheg được nói chủ yếu ở miền bắc Albania (có 1,8 triệu người nói) và ở Kosovo (1,6 triệu người). Các cộng đồng ngôn ngữ quan trọng khác có mặt tại hai quốc gia thuộc Nam Tư cũ: 600.000 người nói ở Bắc Macedonia và 80.000 người ở Montenegro.

## Hệ thống chữ viết
Bảng chữ cái Latinh được sử dụng ít nhất từ thế kỷ XV.